# Viva! Hysteria — Live at the Joint, Las Vegas
Viva! Hysteria — второй двойной концертный альбом рок-группы Def Leppard, вышедший 22 октября 2013 года. Альбом записывался 29 и 30 августа того же года, во время концерта группы в Hard Rock Hotel and Casino (Лас-Вегас), который проходил в рамках тура «Viva! Hysteria».
Первый диск содержит все песни с альбома Hysteria, а также (в качестве энкора) два хита с альбома Pyromania — «Rock of Ages» и «Photograph». Второй диск содержит более ранние песни группы, преимущественно с альбома High ’n’ Dry, большую часть которых Def Leppard не играли много лет; группа исполнила эти номера в качестве открытия шоу, перед исполнением альбома Hysteria, под именем «Ded Flatbird».

## Список композиций
| №   | Название                | Автор(ы)                                                   | Альбом    | Длительность |
| --- | ----------------------- | ---------------------------------------------------------- | --------- | ------------ |
| 1.  | «Women»                 | Стив Кларк, Фил Коллен, Джо Эллиотт, Матт Ланг, Рик Сэвидж | Hysteria  | 6:11         |
| 2.  | «Rocket»                | Эллиот, Коллен, Кларк, Сэвидж, Ланг                        | Hysteria  | 6:09         |
| 3.  | «Animal»                | Эллиот, Коллен, Кларк, Сэвидж, Ланг                        | Hysteria  | 4:07         |
| 4.  | «Love Bites»            | Кларк, Коллен, Эллиотт, Ланг, Сэвидж                       | Hysteria  | 6:08         |
| 5.  | «Pour Some Sugar on Me» | Кларк, Коллен, Эллиотт, Ланг, Сэвидж                       | Hysteria  | 4:32         |
| 6.  | «Armageddon It»         | Кларк, Коллен, Эллиотт, Ланг, Сэвидж                       | Hysteria  | 5:26         |
| 7.  | «Gods of War»           | Кларк, Коллен, Эллиотт, Ланг, Сэвидж                       | Hysteria  | 7:14         |
| 8.  | «Don’t Shoot Shotgun»   | Кларк, Коллен, Эллиотт, Ланг, Сэвидж                       | Hysteria  | 4:33         |
| 9.  | «Run Riot»              | Кларк, Коллен, Эллиотт, Ланг, Сэвидж                       | Hysteria  | 4:49         |
| 10. | «Hysteria»              | Кларк, Коллен, Эллиотт, Ланг, Сэвидж                       | Hysteria  | 5:59         |
| 11. | «Excitable»             | Кларк, Коллен, Эллиотт, Ланг, Сэвидж                       | Hysteria  | 4:37         |
| 12. | «Love and Affection»    | Кларк, Коллен, Эллиотт, Ланг, Сэвидж                       | Hysteria  | 6:17         |
| 13. | «Rock of Ages»          | Кларк, Эллиотт, Ланг                                       | Pyromania | 4:15         |
| 14. | «Photograph»            | Кларк, Эллиотт, Ланг, Сэвидж, Коллен                       | Pyromania | 6:13         |

| №   | Название                                    | Альбом                  | Длительность |
| --- | ------------------------------------------- | ----------------------- | ------------ |
| 1.  | «Good Morning Freedom»                      | би-сайд «Hello America» | 3:36         |
| 2.  | «Wasted»                                    | On Through the Night    | 3:44         |
| 3.  | «Stagefright»                               | Pyromania               | 3:41         |
| 4.  | «Mirror, Mirror (Look Into My Eyes)»        | High ’n’ Dry            | 4:56         |
| 5.  | «Action»                                    | Retro Active            | 4:13         |
| 6.  | «Rock Brigade»                              | On Through the Night    | 3:41         |
| 7.  | «Undefeated»                                | Mirrorball: Live & More | 5:25         |
| 8.  | «Promises»                                  | Euphoria                | 4:11         |
| 9.  | «On Through the Night»                      | High ’n’ Dry            | 5:11         |
| 10. | «Slang»                                     | Slang                   | 2:37         |
| 11. | «Let It Go»                                 | High ’n’ Dry            | 6:08         |
| 12. | «Another Hit and Run»                       | High ’n’ Dry            | 5:14         |
| 13. | «High 'n' Dry (Saturday Night)»             | High 'n' Dry            | 3:44         |
| 14. | «Bringin' On the Heartbreak»                | High ’n’ Dry            | 4:43         |
| 15. | «Switch 625»                                | High ’n’ Dry            | 5:08         |
| 16. | «Acoustic Medley» (бонус японского издания) | -                       | 7:41         |

DVD / Blu-Ray
DVD и Blu-Ray диски вышли небольшим тиражом по всему миру. Они содержат такое же количество треков, что и на первом CD-диске. Главное отличие в том, что треки с 1 диска считаются главными, а песни со 2 диска идут как бонусные вместе с «Acoustic Medley».